# Ubisoft Film & Television
Ubisoft Film & Television (anteriormente conocida como Ubisoft Motion Pictures) es una compañía cinematográfica de cine y televisión con oficinas en Montreuil (Francia) y Los Ángeles (EE. UU.), propiedad de Ubisoft desde su fundación en 2011. La compañía se dedica a producir películas y programas de televisión basados en las franquicias y videojuegos de Ubisoft, su mundo y la cultura que los rodea.

## Historia
Ubisoft Film & Television se creó como Ubisoft Motion Pictures el 27 de enero de 2011, como la rama de producción cinematográfica de la famosa desarrolladora, editora y distribuidora de videojuegos Ubisoft. La compañía se dedica a llevar las franquicias y juegos de Ubisoft a nuevas áreas del entretenimiento, como las películas y los programas de televisión y producir obras originales ambientadas en el universo y la cultura que los rodea.
En 2012 y 2013, Ubisoft Film & Television anunció una línea completa de adaptaciones cinematográficas, incluyendo una película basada en la exitosa franquicia de acción-aventura y sigilo Assassin's Creed. Por el lado de la televisión, la compañía lanzó su primer programa de televisión infantil, Rabbids Invasion, basado en la famosa serie Raving Rabbids en agosto de 2013. El exitoso programa, que se estrenó en Nickelodeon y France 3, se renovó para una segunda temporada en diciembre de 2013 y una tercera en 2015. Una cuarta temporada se anunció en julio de 2018, y la serie se estrenó en Netflix.
Tras el éxito de Rabbids Invasion, Ubisoft Film & Television y el parque temático francés Futuroscope abrieron una atracción basada en Raving Rabbids; The Time Machine en diciembre de 2013. La atracción, que fue galardonada con el Themed Entertainment Association Award por logro destacado en 2014, lleva a los visitantes a un viaje por los momentos de la historia.
El primer largometraje de la compañía, Assassin's Creed, se estrenó en diciembre de 2016 y fue protagonizado por Michael Fassbender y Marion Cotillard. El mismo año, GameSpot informó que Netflix estaba en conversaciones con Ubisoft para producir en conjunto películas y series basadas en sus reconocidos juegos y franquicias.
La compañía ha ampliado enormemente su variedad de series de televisión. En septiembre de 2019, se anunciaron varios proyectos animados y se lanzó una primera serie de televisión de sitcom: Mythic Quest: Raven's Banquet en Apple TV+. Este proyecto también es el primero que no se basa en ninguna franquicia ni juego de Ubisoft. La exitosa serie, protagonizada por un elenco que incluye a Rob McElhenney y F. Murray Abraham, ha sido renovada para la creación de más temporadas.
En junio de 2020, Ubisoft Film & Television se asoció con Netflix para producir una adaptación de Assassin's Creed en formato de serie de acción en vivo. Sin embargo, más adelante se amplió la colaboración, trabajando en otras reconocidas franquicias y juegos de Ubisoft, como Tom Clancy's Splinter Cell y Far Cry.
Los exitosos juegos de Tom Clancy's The Division están en desarrollo como largometraje para Netflix con David Leitch, Jake Gyllenhaal y Jessica Chastain. Otras producciones incluyen una serie de TV de Tom Clancy's Splinter Cell, próximas temporadas de Mythic Quest y Rabbids Invasion, Skull & Bones, un largometraje de Assassin's Creed, Beyond Good & Evil y Just Dance, etc.

## Producciones

### Películas

#### Estrenadas
| Título            | Año  | Franquicia        | Coproductor(es)                                     | Distribuidor     | Presupuesto   | Recaudación     |
| ----------------- | ---- | ----------------- | --------------------------------------------------- | ---------------- | ------------- | --------------- |
| Assassin's Creed  | 2016 | Assassin's Creed  | New Regency, DMC Film, The Kennedy/Marshall Company | 20th Century Fox | $130 millones | $240.7 millones |
| Werewolves Within | 2021 | Werewolves Within | Vanishing Angle                                     | IFC Films        | $6.5 millones | $869,606        |

#### Próximas
| Título                     | Año | Franquicia                 | Coproductor(es)                                               | Medio de difusión                |
| -------------------------- | --- | -------------------------- | ------------------------------------------------------------- | -------------------------------- |
| Tom Clancy's Ghost Recon   | TBA | Tom Clancy's Ghost Recon   | Bay Films                                                     | Warner Bros. Pictures            |
| Tom Clancy's The Division  | TBA | Tom Clancy's The Division  | Nine Stories Productions, Freckle Films, 87 North Productions | Netflix                          |
| Rabbids                    | TBA | Raving Rabbids             | Mandeville Films, Stoopid Buddy Stoodios                      | Lionsgate                        |
| Just Dance                 | TBA | Just Dance                 | Olive Bridge Entertainment                                    | Screen Gems                      |
| Beyond Good & Evil         | TBA | Beyond Good & Evil         | TBA                                                           | Netflix                          |
| Tom Clancy's Splinter Cell | TBA | Tom Clancy's Splinter Cell | New Regency, Thunder Road Films                               | Paramount Pictures, Warner Bros. |

### Serie de acción en vivo

#### Estrenadas
| Título                        | Año  | Coproductor(es)                                             | Medio de difusión |
| ----------------------------- | ---- | ----------------------------------------------------------- | ----------------- |
| Mythic Quest: Raven's Banquet | 2020 | RCG Productions, 3 Arts Entertainment, Lionsgate Television | Apple TV+         |

#### Próximas
| Título         | Franquicia     | Coproductor(es)     | Medio de difusión |
| -------------- | -------------- | ------------------- | ----------------- |
| Child of Light | Child of Light | TBA                 | TBA               |
| Skull & Bones  | Skull & Bones  | Atlas Entertainment | TBA               |

### Series animadas

#### Estrenadas
| Título                                  | Año       | Serie                   | Medio de difusión                                            |
| --------------------------------------- | --------- | ----------------------- | ------------------------------------------------------------ |
| Rabbids Invasion                        | 2013-2018 | Raving Rabbids          | France 3 (Francia), Nickelodeon (EE. UU.), Netflix (mundial) |
| Rabbids Short Stories                   | 2019      | Raving Rabbids          | YouTube                                                      |
| Captain Laserhawk: A Blood Dragon Remix | 2023      | Far Cry 3: Blood Dragon | Netflix                                                      |

#### Próximas
| Título                                                                     | Franquicia                 | Medio de difusión |
| -------------------------------------------------------------------------- | -------------------------- | ----------------- |
| Splinter Cell: Deathwatch                                                  | Tom Clancy's Splinter Cell | Netflix           |
| Far Cry                                                                    | Far Cry                    | Netflix           |
| Hungry Shark Squad                                                         | Hungry Shark               | TBA               |
| Serie de preadolescentes Cyber Mysteries sin título                        | Inspirado en Watch Dogs    | TBA               |
| Serie de comedia y aventuras sin título                                    | Inspirado en Rayman        | TBA               |
| Serie de comedia de bocetos sin título sobre la cultura de los videojuegos | TBA                        | TBA               |